# Кудояров Габдулла Хабірович
Габдулла Хабірович Кудояров (7 червня 1899 , Аблаєво, Уфимська губернія  — 14 вересня 1984 , Уфа ) — лікар-офтальмолог, доктор медичних наук (1962), професор (1962), заслужений діяч науки РРФСР (1973) і Башкирської АРСР (1967), Почесний громадянин міста Уфа (1969).

## Біографія
Кудояров Габдулла Хабірович народився 7 червня 1899 року в селі Аблаєво Белебеївського повіту Уфимської губернії (тепер Чекмагушівського району Республіки Башкортостан). Навчався в медресі «Галія».
У 1926 році закінчив медичний факультет Пермського університету.
У 1933—1954 роках з перервами обіймав посаду головного окуліста Міністерства охорони здоров'я Башкирської АРСР.
У 1942—1943 роках служив у лавах Червоної армії.
У 1943—1975 роки — завідувач відділенням, одночасно в 1945—1954 — директор Уфимського трахоматозного інституту, у 1955—1975 — завідувач кафедри очних хвороб Башкирського медичного інституту. У 1975—1982 роки — професор кафедри очних хвороб Башкирського медичного інституту.
У 1984 році помер в м. Уфі у віці 85 років.

## Наукова діяльність
Основні напрямки досліджень:
- епідеміологія, клініка, патоморфологія та профілактика трахоми, вірусних захворювань очей, герпес
- хірургічне лікування катаракти, глаукоми[2].

Роботи Г. Х. Кудоярова з вивчення трахоми та організації боротьби з нею сприяли ліквідації цієї хвороби не тільки в Башкирській АРСР, а й в інших регіонах СРСР і в ряді зарубіжних країн.
Автор понад 160 наукових праць, у тому числі чотирьох монографій. Створив республіканську школу офтальмологів.

### Вибрані праці
- Биомикроскопические изменения в роговице при трахоме. — Уфа, 1939.
- Руководство по трахоме, в 2 частях. — Уфа, 1970. (соавт.)

### Автобіографія
- Кудояров Г. Моя жизнь — офтальмология. — Уфа: АН РБ, Гилем, 2010. — 172 с.

## Пам'ять
- Іменем Г. Х. Кудоярова названа премія Академії наук Республіки Башкортостан — «за видатні роботи в галузі медичних наук»
- Прийнято рішення про встановлення меморіальної дошки Г. Х. Кудоярову на будинку в Уфі, де «він багато років жив і працював» по вулиці Пушкіна, 54/1[4].